# Gran Caffè Lorenti
Il Gran Caffè Lorenti era un caffè in una architettura eclettica di gusto classico-barocco. Si trovava a Catania nel palazzo Tezzano in via Etnea 141, costruito in un linguaggio eclettico (Eclettismo-liberty catanese) in stile classico-barocco dall'architetto Paolo Lanzerotti. Chiuse nel 1943 poiché il palazzo fu danneggiato dai bombardamenti. Riparati i danni, riaprì nel 1945 e chiuse definitivamente nel 1948.